# 英国居留权
英国居留权（英語：Right of abode in the United Kingdom）是英国的一种移民身份，赋予无限进入和居住在英国的权利。这个概念在1971年移民法令中被引入，于1973年1月1日生效。英国公民、英籍人士和一些1983年前与英国有特殊联系的英联邦公民拥有英国居留权。1983年之后，只有英国公民和部份海外領土公民能拥有这种居留权。由于英国居留权与英国公民的紧密联系，它是英国最普遍的移民身份。它和无限期居留（indefinite leave to remain, ILR）不同，后者指一种长期居民身份，类似其他国家的永久居留證，可因持證人犯罪而被取消。